# Kira Wladimirowna Isotowa
Kira Wladimirowna Isotowa (russisch Кира Владимировна Изотова, wiss. Transliteration Kira Vladimirovna Izotova; * 20. Mai 1931 in Kronstadt; † 20. August 2013 in Sankt Petersburg) war eine russische Sängerin (Sopran) und Musikpädagogin. Sie gewann 1956 ex aequo mit Aleksander Vedernikov den Internationalen Robert-Schumann-Wettbewerb für Klavier und Gesang der Stadt Zwickau in der Sparte Gesang. Dieser Wettbewerb wurde damals noch in Berlin ausgeführt.

## Leben und Werk
Isotowa studierte an der Glinka-Chorschule in Sankt Petersburg und anschließend am Konservatorium in Sankt Petersburg. Sie gewann beim Weltfestivals der Jugend und Studenten 1955 in Warschau einen ersten Preis in Gesang. Seit 1962 lehrte sie am Sankt Petersburger Konservatorium, bis April 2012 war sie dort Leiterin der Kammergesangsabteilung. Zu ihren Schülerinnen gehörten Jelena Prokina, Olga Borodina, Anna Netrebko, Juri Marusin und Z. N. Artemjewo-Leontievskaya.
Seit Mitte der 1950er Jahre gab sie zahlreiche Konzerte. Viele Jahre führte sie zusammen mit dem russischen Pianisten Pawel Serebrjakow Stücke für Klavier und Gesang auf. Sie sang Romanzen, Lieder, Opern, Vokalwerke russischer und nicht-russischer Komponisten. Insgesamt hatte sie über zweitausend Werke in ihrem Repertoire. Über dreißig Jahre hat sie Konzerte in vielen Städten der UdSSR und im Ausland gegeben. Seit 1955 wirkte sie als Solistin mit der Leningrader Philharmonie und am Leningrader Maly-Theater für Oper und Ballett, benannt nach MP. Mussorgski. Zu den wichtigsten Partien gehörten Natasha Rostova („Krieg und Frieden“ von Prokofjew), Martha („Die Zarenbraut“ von A. Rimski-Korsakow), Suzanna („Die Hochzeit des Figaro“ von Mozart), Violeta („La Traviata“ von D. Verdi), Angela („Der Schwarze Domino“ von D. Ober), Prilepa („Die Pique Dame“ von Tschaikowski). Isotowa hat Tonträger mit Werken von Franz Schubert, Robert Schumann, Claude Debussy, Francis Poulenc, Sergei Rachmaninow (1974/1975) mit dem Pianisten Pawel Serebrjakow aufgenommen.
Isotowa erhielt 1970 die Auszeichnung Verdienter Künstler der RSFSR und 2006 die Auszeichnung Verdienter Künstler Russlands.